# Kasteel Rossum

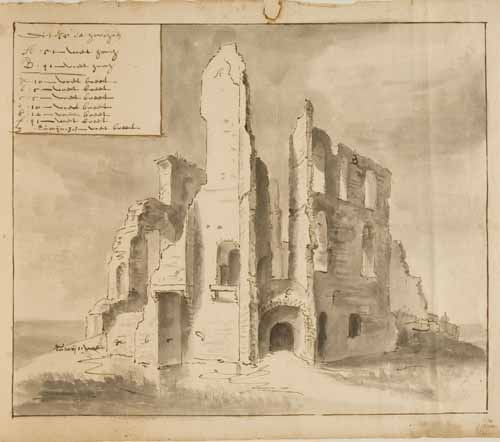
Kasteel Rossum (17e eeuw))

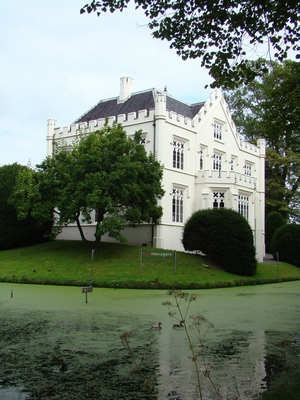
Slot Rossum (2007)

Kasteel Rossum is een kasteel in het noordoosten van het gelijknamige dorp Rossum gemeente Maasdriel in de Bommelerwaard in de Nederlandse provincie Gelderland. Een precieze bouwdatum is niet bekend maar waarschijnlijk werd het in de 13e eeuw gebouwd als buitenverblijf van de familie Van Rossum.

## Van kasteel naar buitenverblijf
Het oorspronkelijke kasteel werd in de 16e eeuw tijdens het beleg van Zaltbommel in 1599 geheel verwoest. In 1740 werden de restanten afgebroken om plaats te maken voor een (kleiner) rentmeestersslot. In 1850 brak de toenmalige eigenaar, baron Van Randwijck, het rentmeesterslot af en bouwde op deze plaats een buitenverblijf met koetshuis. Van 1949 tot 2002 was het gebouw eigendom van de gemeente Rossum en in gebruik als gemeentehuis. Sindsdien is het in gebruik als kantoor.

## Van Randwijck
Jacob van Randwijck, heer van Gameren, Rossum en Heesselt (1578-1641), werd in 1639 heer van Rossum en Heesselt
- Frederik Hendrik van Randwijck, heer van Rossum, Heesselt, Beek en Gameren (1625-1697)
  - Jacob van Randwijck, heer van Rossum, Heesselt, Beek en Gameren (1658-1725)
    - Frans Steven Karel van Randwijck, heer van Beek, Rossum en Heesselt (1697-1785)
      - Jhr. Godard Adriaan van Randwijck, heer van Beek en Pollenbering (1735-1821)
        - Otto baron van Randwijck, heer van Beek, Rossum en Heesselt (1763-1833)
          - Godard Adriaan Jacob baron van Randwijck, heer van Rossum, Heesselt en Beek (1805-1870)
            - Frans Willem baron van Randwijck, heer van Rossum en Heesselt (1854-1930)
              - Frans Steven Carel baron van Randwijck, heer van Rossum en Heesselt (1894-1977), kapitein-ter-zee

      - Jhr. Reindert van Randwijck, heer van den Hul, Rossum en Heesselt (1738-1816)